# Подсос
«Подсос» (англ. The Fluffer) — американская кинодрама 2001 года о наивном молодом любителе кино, который попадает в мир порнобизнеса. Фильм изобилует камео реальных известных актёров и режиссёров порно. В эпизодических ролях здесь появляются Рон Джереми, Чи Чи Ла Ру, Карен Диор, Дерек Кэмерон, Чед Донован, Томас Ллойд, Джим Стил,Крис Грин и Коул Таккер.

## Сюжет
Двадцатидвухлетний Шон Макгиннис переезжает в Лос-Анджелес, чтобы попробовать преуспеть в киноиндустрии. Но пока он не может найти работу и тратит всё свободное время на просмотр фильмов, взятых напрокат на VHS. Однажды он собирается посмотреть «Гражданина Кейна» (Citizen Kane), но по ошибке ему дают картину для взрослых под названием «Гражданин Сперма» (Citizen Cum). С этого момента Шон становится одержим звездой фильма Джонни Ребелом. Его любовь к Джонни приводит Шона на порностудию «Мужчины Януса», куда он устраивается работать оператором. Джонни здесь звезда гей-порно. Однажды актёр просит парня помочь ему добиться эрекции при помощи орального секса. Шон не отказывается, и ему это понравилось. Он начинает работать на студии полный рабочий день в качестве помощника, ответственного за стимулирование актёров порно, когда они не могут достигнуть эрекции. Но парня ждёт разочарование, когда он узнаёт, что боготворимый им Джонни гетеросексуален и в гей-порно снимается только ради денег.

## В ролях
| Актёр           | Роль            |
| --------------- | --------------- |
| Скотт Гёрни     | Джонни          |
| Майкл Канио     | Шон             |
| Роксанн Дэй     | Джули Деспонсио |
| Дебби Харри     | Марсела         |
| Адина Портер    | Сильвер         |
| Тим Бэгли       | Алан Дизер      |
| Гвиневер Тёрнер | эпизод          |

## Критика
Фильм получил смешанные отзывы критиков. Картина имеет 45 % «гнилого» рейтинга на сайте «Rotten Tomatoes», критики которого пришли к консенсусу в том, что «хотя фильм и начинается достаточно многообещающе, ближе к концу он превращается в обычную мелодраму».